# Биологический музей (Сёдертелье)
Биологический музей (швед. Biologiska museet) — естественнонаучный музей в пригороде Стокгольма Сёдертелье (Швеция). Открыт в 1893 году. В музее представлены чучела млекопитающих и птиц региона Зёрмланд в их естественной среде обитания. Всего в коллекции музея собрано более 100 различных видов. Музей открылся в ноябре 1913 года и является старейшим музеем Сёдертелье.

## История

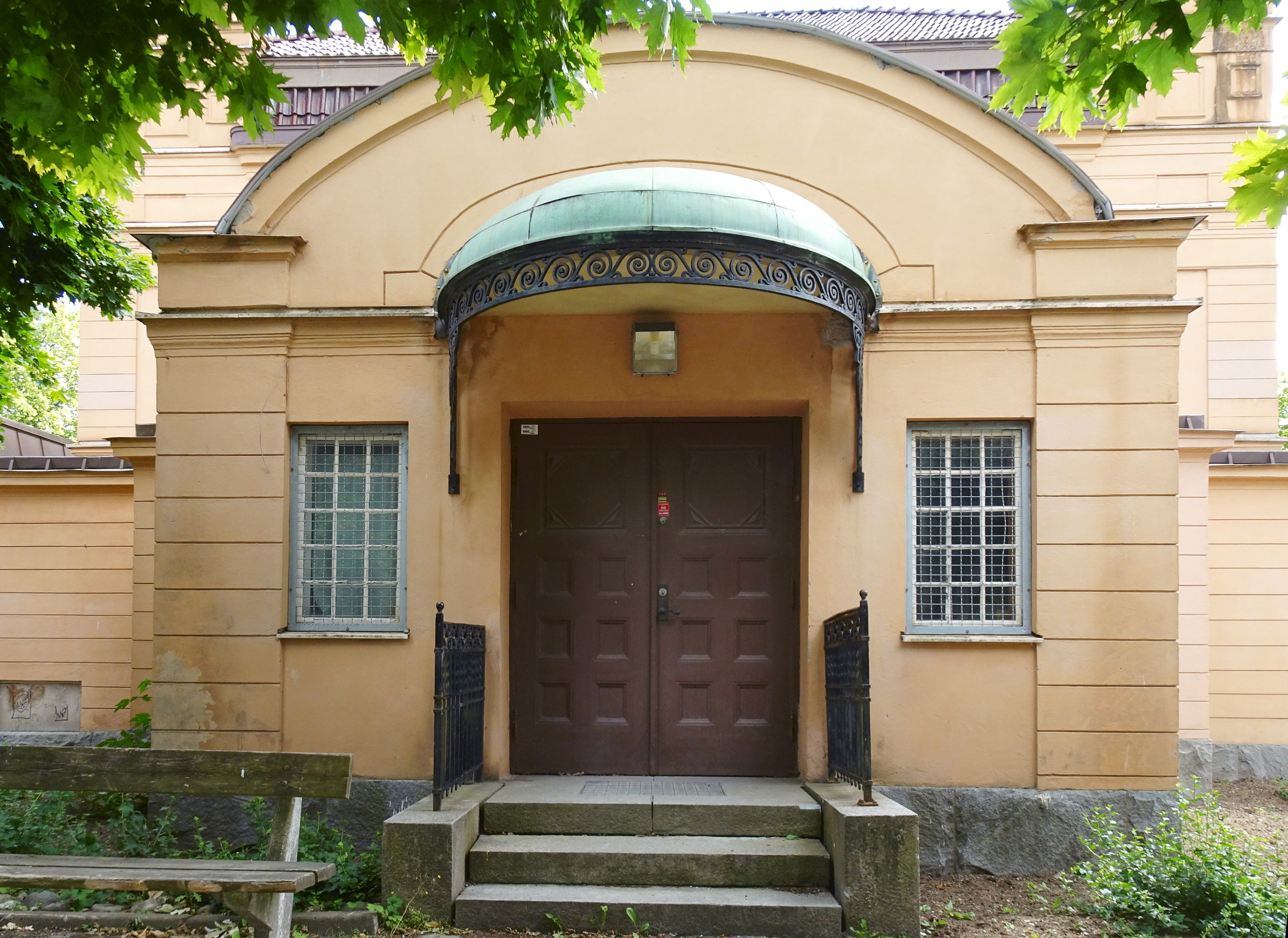
Вход в музей.

Биологический музей был подарен городу меценатом Карлом Фредриком Лильевальхом, владельцем Saltskogs gård. Здание было построено в стиле модерн по чертежам архитектора Яльмара Седерстрёма и завершено в 1913 году. Стоимость строительства составила 25 тыс. крон, а интерьер, включая чучела животных и окружающую среду, — 10 тыс. крон. Музей, встреченный «безраздельным удовлетворением и восхищением», изначально был построен как учебная коллекция для двух близлежащих школ, но для повышения уровня образования в нём принимали и обычных посетителей.

## Экспозиция
Экспозиции были созданы Густавом Кольтхоффом и его сыном Кьеллем Кольтхоффом (1871—1947). В 1878 году Густав Кольтхофф стал реставратором Зоологического музея Уппсальского университета, а также спроектировал Биологический музей в Стокгольме и Биологический музей в Уппсале (сейчас Биотопия). Кьеллем Кольтхоффом были созданы реалистичные диорамы, которые до сих пор хранятся в музее. Музей был полностью отреставрирован в 1970 году и вновь открыт в 1983 году. После реставрации музей находится в ведении музея под открытым небом Торекельбергет.